# Clado

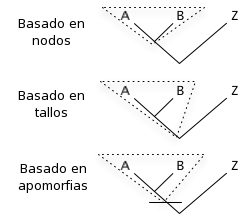
Tipos de clados.

Un clado (del griego κλάδος [klados], «rama») es como se denomina en la cladística a cada una de las ramificaciones que se obtiene después de hacer un único corte en el árbol filogenético. Empieza con un antepasado común y consta de todos sus descendientes, que forman una única rama en el árbol de la vida. El antepasado común puede ser un individuo, una población, una especie, no importa si extinto o existente, y así hasta llegar a un reino. También se lo nombra como un «grupo monofilético».

Cladograma que muestra un ejemplo de diversificación de una especie ancestral en 3 especies presentes en la actualidad. Cada nodo del árbol (como el marcado con un círculo rojo) representa la divergencia de un linaje ancestral en dos linajes que evolucionan independientemente, esto es, que adquieren su propio conjunto de cambios evolutivos. En barras rojas se muestran las apomorfías: los nuevos estados del carácter. También es toda la ramificación que se obtiene de hacer un único corte en el cladograma, el corte puede estar justo debajo de un nodo, en una apomorfía, o justo arriba del nodo en la base de una rama. El antepasado común es una población que no necesariamente está compuesta de un único individuo. Hay otros árboles filogenéticos que no son cladogramas en sentido estricto, esto es, que usan otros métodos en lugar de las apomorfías para estimar su topología, aunque las apomorfías se podrían agregar posteriormente.

A la evolución le es concomitante la divergencia, de manera que, dadas dos especies cualesquiera, derivan de un antepasado común más o menos remoto en el tiempo. Desde que se aplica esta consideración, el ideal de la clasificación biológica es agrupar a las especies por su grado de parentesco. Se les ubica más cerca a las del antepasado común más próximo.
El estudio del parentesco de las especies en el tiempo (linajes), el análisis filogenético, se realiza ahora mediante métodos muy eficaces, como la comparación directa de secuencias de ADN, ARN, proteínas y otras fuentes de evidencia genética: ultraestructura, paleontología, bioquímica. En los árboles filogenéticos se resume lo que se sabe de la historia evolutiva. Pero no es la única definición de clado.

## Historia

Un clado es el conjunto de organismos en las poblaciones actuales (en naranja) sobre las que se hipotetiza que son el resultado de la existencia de todos los organismos que forman una secuencia de un ancestro y todos sus descendientes (en naranja y blanco).

En 1957 Julian Huxley, el biólogo inglés inventó la palabra. Dupuis ha dicho «Cuando acuñó el término clado a partir del término cladogénesis que fue tomado directamente de Rensch, Huxley intentó denotar unidades monofiléticas delimitables o, más precisamente, unidades monofiléticas de cualquier magnitud» El adjetivo cladístico se derivó de clado, para quienes «la cercanía de las relaciones genealógicas en términos de líneas filéticas pueden ser llamadas cladísticas..., las similitudes debido a un ancestro común, no a una convergencia, pueden ser llamadas patrísticas» y los dos términos refieren a afinidades filéticas. Cladística es una relación «por el ancestro común más reciente», y patrística, una por ancestro común sin más especificaciones. Entonces igualan una relación cladística con una Hennigiana. 
El término cladista fue introducido en 1965 y tiene dos significados diferentes. Para Mayr, el cladograma de los cladistas es el diagrama filético de la escuela Hennigiana. Para Camin y Sokal, el término cladograma es usado «para distinguir un dendrograma cladístico de uno fenético que podría ser llamado un fenograma». Consecuentemente, hay dos tipos de cladogramas: aquellos que se basan en atributos y aquellos que se basan en objetos (es decir en construcciones fenéticas).

## Etimología

El dendrograma de la figura es aglomerativo, también hay dendrogramas divisivos, con las flechas en sentido contrario.

En ciertos libros puede encontrarse definido como «una secuencia de ancestro y todos sus descendientes». Los clados solo son construcciones hechas sobre poblaciones vivientes, y el resto de la secuencia de ancestros y descendientes no está representado en los datos. De la misma forma, llama clado Hennigiano al dendrograma (un árbol donde cada nodo representa la agrupación de todos los nodos terminales conectados a él, las relaciones entre nodos conforman lo que se denomina la topología del árbol, y es una representación pictórica de un proceso de agrupamiento jerárquico, sea este aglomerativo —como el de la figura— o divisivo, con las flechas en sentido contrario) formado por el método de las apomorfías, y recuerda: «Uno no podría enfatizar lo suficientemente fuertemente que un cladograma Hennigiano no es un árbol filogenético, los cladogramas no tienen ancestros, sólo especies vivientes», y utiliza la definición de clado como producto de un grupo monofilético, donde conjeture un ancestro común: «La distinción entre una rama terminal del árbol evolutivo (un clado), por ejemplo los reinos animal o fúngico, y un segmento basal, ancestral, del árbol, como protozoos y bacterias (cada uno de ellos un grado de organización distintivo, no un clado), es importante especialmente cuando se discute la extinción y el origen de los grupos».
Tanto los cladogramas Hennigianos como los obtenidos por otros métodos (fenogramas numéricos y sin apomorfías) toman la topología del agrupamiento jerárquico realizado con algún método (por lo que su topología coincide con la de un dendrograma), pero al convertir el agrupamiento jerárquico (dibujado como dendrograma) en una hipótesis evolutiva, la topología se convierte en una hipótesis de filogenia, y sus nodos pasan a interpretarse de otra forma. El mismo Hennig, podía interpretar los nodos y ramas como ancestros, ya que la topología coincide con la del dendrograma del que salió la hipótesis de filogenia.

## Comparación entre clados y taxones

Diferencia entre clados (izquierda) y taxones (derecha),A, B y C son grupos de organismos que están delimitados por sus apomorfías (izquierda) o por su circunscripción (derecha). Nótese que los clados no necesariamente poseen circunscripción ni rango, aunque se los podría asociar a una y otro; en la definición seguida por los Códigos los taxones no están asociados a ancestros hipotéticos, aunque se podría hacer informalmente. La hipótesis que decide el anidamiento de los taxones en el árbol de la derecha tampoco es necesariamente monofilética, de hecho, el árbol del que derivan no necesariamente es interpretado como una representación de la historia filogenética del grupo aunque pudo haber sido obtenido por los mismos métodos.

La definición de taxón seguida por los Códigos Internacionales de Nomenclatura, que reglamentan los nombres científicos aplicados a plantas, animales y bacterias, lo define como "un grupo de organismos con circunscripción, posición y rango". 
La circunscripción es la delimitación del conjunto, el criterio utilizado para separar cada organismo del taxón de los demás taxones, según los Códigos debe consistir en una descripción de los caracteres de los organismos del taxón de forma que sea útil en la identificación de organismos nuevos: debe poder utilizarse para decidir si los organismos nuevos luego de hacer una descripción, pertenecen o no a ese taxón. Es decir debe consistir en una descripción que idealmente sea "diagnóstica". La posición taxonómica son los taxones dentro de los cuales el taxón está aglomerado, es decir los taxones superiores a los cuales también pertenece, y el rango es el llamado "categoría taxonómica", de las cuales para los Códigos hay 7 que por razones históricas son mandatarias: reino, filo o división, clase, orden, familia, género, especie (El Rey es un Tipo de mucha Clase que Ordena para su Familia Géneros de buena Especie). El taxón según los Códigos no posee ancestros hipotéticos, solo los organismos dentro de él a partir de los cuales se tomaron los datos para la circunscripción, pero se los podría asociar a uno informalmente.
Un taxón no necesariamente tiene que corresponderse con un clado, ya que hay investigadores en taxonomía que tienen razones para proponer que hay grupos parafiléticos que son grupos más "naturales" que los monofiléticos que los abarcan, por lo que generarían clasificaciones más útiles y predictivas (p.ej. Cavalier-Smith 2010).

Comparación de árboles mostrando un grupo monofilético, uno parafilético y uno polifilético. Dibujado a partir de Cavalier-Smith (2010).